# NGC 6940
NGC 6940 је расејано звездано јато у сазвежђу Лисица које се налази на NGC листи објеката дубоког неба.
Деклинација објекта је + 28° 16' 49" а ректасцензија 20h 34m 32,3s. Привидна величина (магнитуда) објекта NGC 6940 износи 6,3. NGC 6940 је још познат и под ознакама OCL 141.